# Medicine Park
Medicine Park és un poble dels Estats Units a l'estat d'Oklahoma. Segons el cens del 2000 tenia 373 habitants.

## Demografia
Segons el cens del 2000, Medicine Park tenia 373 habitants, 163 habitatges, i 112 famílies. La densitat de població era de 85,7 habitants per km².
Dels 163 habitatges en un 27,6% hi vivien nens de menys de 18 anys, en un 48,5% hi vivien parelles casades, en un 16,6% dones solteres, i en un 30,7% no eren unitats familiars. En el 27% dels habitatges hi vivien persones soles l'11% de les quals corresponia a persones de 65 anys o més que vivien soles. El nombre mitjà de persones vivint en cada habitatge era de 2,29 i el nombre mitjà de persones que vivien en cada família era de 2,73.
Per edats la població es repartia de la següent manera: un 24,4% tenia menys de 18 anys, un 7,8% entre 18 i 24, un 25,5% entre 25 i 44, un 27,9% de 45 a 60 i un 14,5% 65 anys o més.
L'edat mediana era de 40 anys. Per cada 100 dones de 18 o més anys hi havia 85,5 homes.
La renda mediana per habitatge era de 26.607 $ i la renda mediana per família de 33.929 $. Els homes tenien una renda mediana de 22.321 $ mentre que les dones 18.854 $. La renda per capita de la població era de 13.236 $. Entorn del 19,6% de les famílies i el 18,1% de la població estaven per davall del llindar de pobresa.

## Poblacions més properes
El següent diagrama mostra les poblacions més properes.